# Meinersen
Meinersen er en kommune i Landkreis Gifhorn i den tyske delstat Niedersachsen. Den ligger i den vestlige del af amtet (Samtgemeinde) Meinersen , som den er administrationsby for. Meinersen ligger mellem floderne Oker og Aller, omkring 12 km vest for Gifhorn, og 25 km sydøst for Celle. Oker løber gennem den vestlige del af byen, og løber ud i Aller i Müden ca. 1 km nord for kommunegrænsen.

## Inddeling
Meinersen havde 8.194 indbyggere ved udgangen af 2012 og har et areal på 53,83 km². Den er inddelt i følgende landsbyer og bebyggelser (Indbyggertal er pr. 1. januar 2009):
- Hovedbyen Meinersen (4.246)
- Ahnsen (1.314)
- Böckelse (183)
- Gutshof Hardesse (12)
- Höfen (74)
- Hünenberg (34)
- Ohof (762)
- Päse (503)
- Seershausen (1622)
- Siedersdamm (6)
- Warmse (44)